# Mobin Rai
Mobin Rai (sinh ngày 27 tháng 12 năm 1993) là một cầu thủ bóng đá người Ấn Độ thi đấu ở vị trí hậu vệ cho United Sikkim F.C. ở I-League.

## Thống kê sự nghiệp

### Câu lạc bộ
Số liệu chính xác tính đến ngày 13 tháng 4 năm 2013
| Câu lạc bộ          | Mùa giải            | Giải vô địch | Giải vô địch | Cúp Liên đoàn | Cúp Liên đoàn | AFC     | AFC       | Tổng    | Tổng      |
| Câu lạc bộ          | Mùa giải            | Số trận      | Bàn thắng    | Số trận       | Bàn thắng     | Số trận | Bàn thắng | Số trận | Bàn thắng |
| ------------------- | ------------------- | ------------ | ------------ | ------------- | ------------- | ------- | --------- | ------- | --------- |
| United Sikkim       | 2012–13             | 7            | 0            | 0             | 0             | —       | —         | 7       | 0         |
| Tổng cộng sự nghiệp | Tổng cộng sự nghiệp | 7            | 0            | 0             | 0             | 0       | 0         | 7       | 0         |